# 艾特爾·腓特烈一世
艾特爾·腓特烈一世（德語：Eitel Friedrich I.，約1384年－1439年），霍亨索倫伯爵，腓特烈十一世之子，1401年至1433年在位。

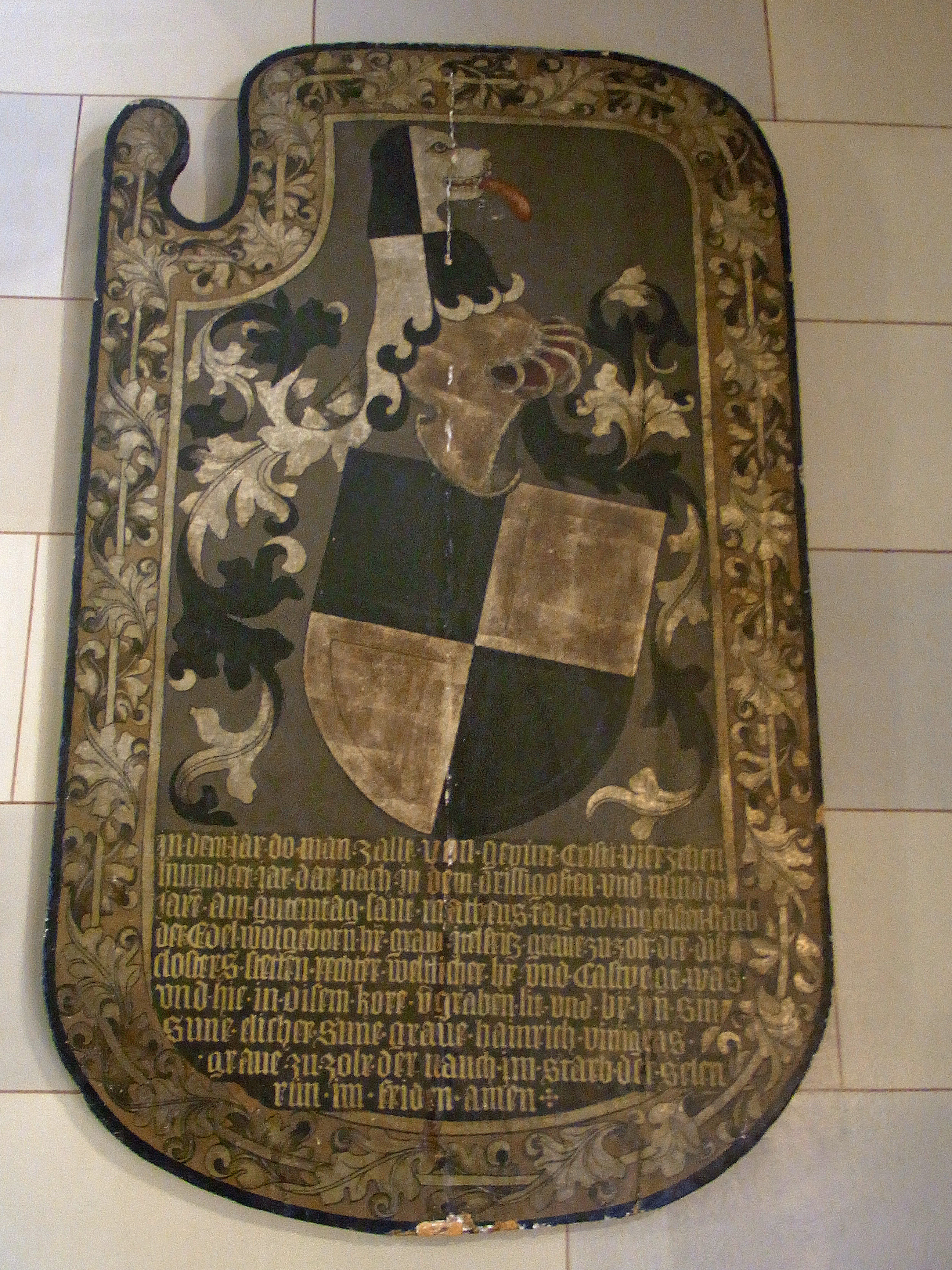
艾特爾·腓特烈的盾牌

## 家庭
艾特爾·腓特烈的妻子是雷欽斯的烏爾蘇拉（Ursula von Rhäzüns），兩人共有2子1女：
1. 約布斯特（1433年—1488年）
2. 海因里希（1438年—1458年），早逝
3. 阿德海德（？年—1502年）